# ジャズ (路面電車車両)
ジャズ（Jazz）は、ポーランドの鉄道車両メーカーであるペサが展開する路面電車車両。床上高さを低くしバリアフリーに適した構造を有する超低床電車である。

## 概要
ペサがポーランド各地の路面電車へ向けて展開する超低床電車の1つで、台車がないフローティング車体を有した連接編成を組む。最大の特徴は、従来ペサが製造していた車内全体が低床構造となっている車両（トラミカス、スウィング）と異なり全ての台車が車軸がない独立車輪式台車になっている事で、床上高さは全車体とも350 mmに統一されている。これにより、従来の超低床電車と比べ車椅子やベビーカーでの利用が容易となっている一方、主電動機の位置は従来の車両から変更され各車輪の外側に1基ずつ配置されている（ハブモーター方式）。
また、ジャズにはワルシャワに工場を持つメドコム（Medcom）が製造したスーパーキャパシタが屋根上に搭載されており、停電や電気機器の故障などにより給電が行われなくなった場合でも貯めた電力を用いて短距離だが自走可能となっている。制動装置には回生ブレーキが搭載されており、回収した電力は充電池に蓄積される。また、車内には運転台・車内共に冷暖房が完備され快適性が向上している。これらの機器はマイクロプロセッサによって制御され、オンラインでの自動診断が行われている。

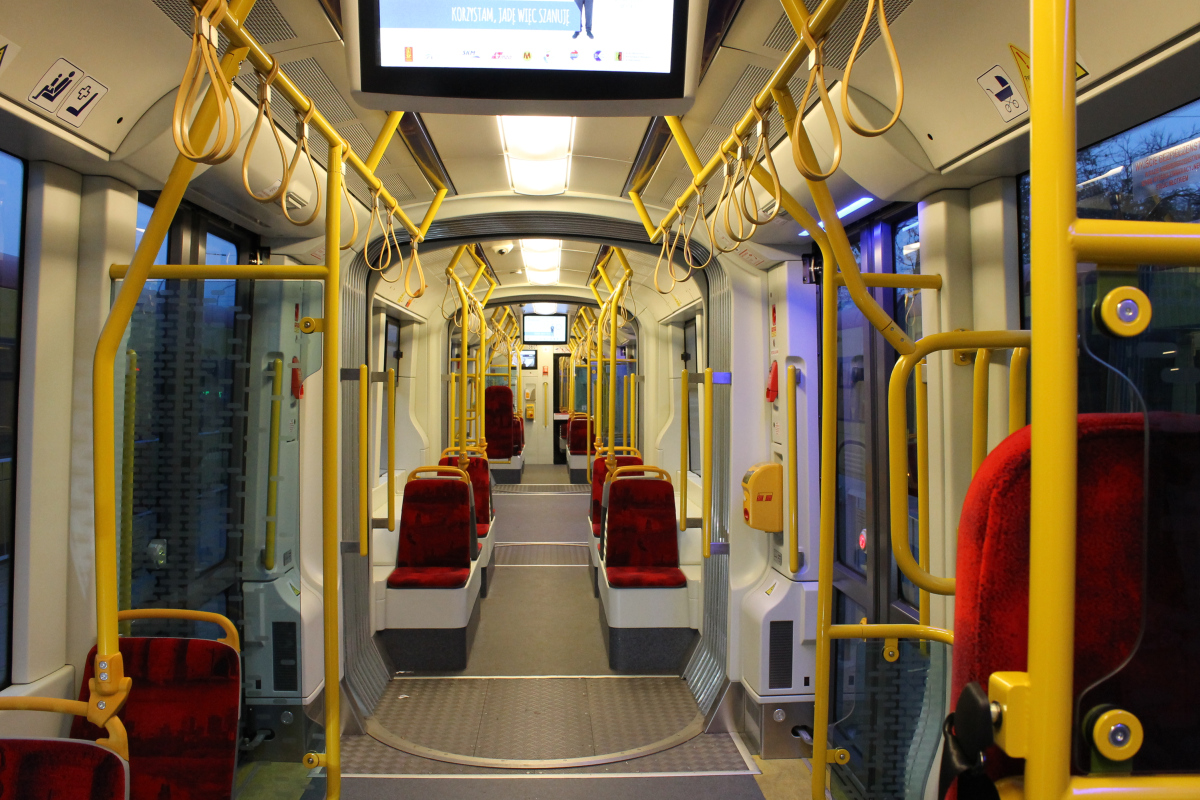
車内（ワルシャワ、128N）
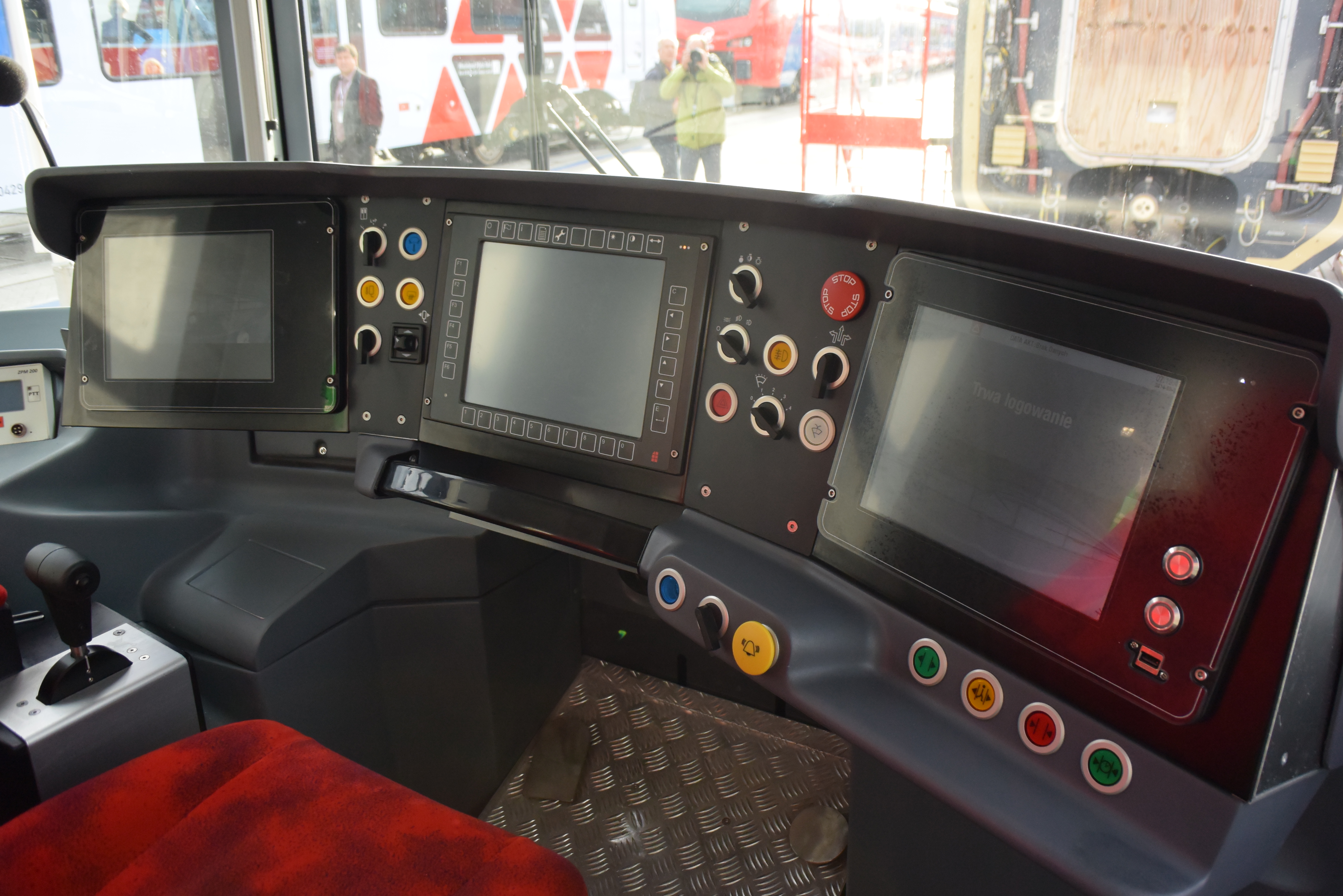
運転台（ワルシャワ、128N）
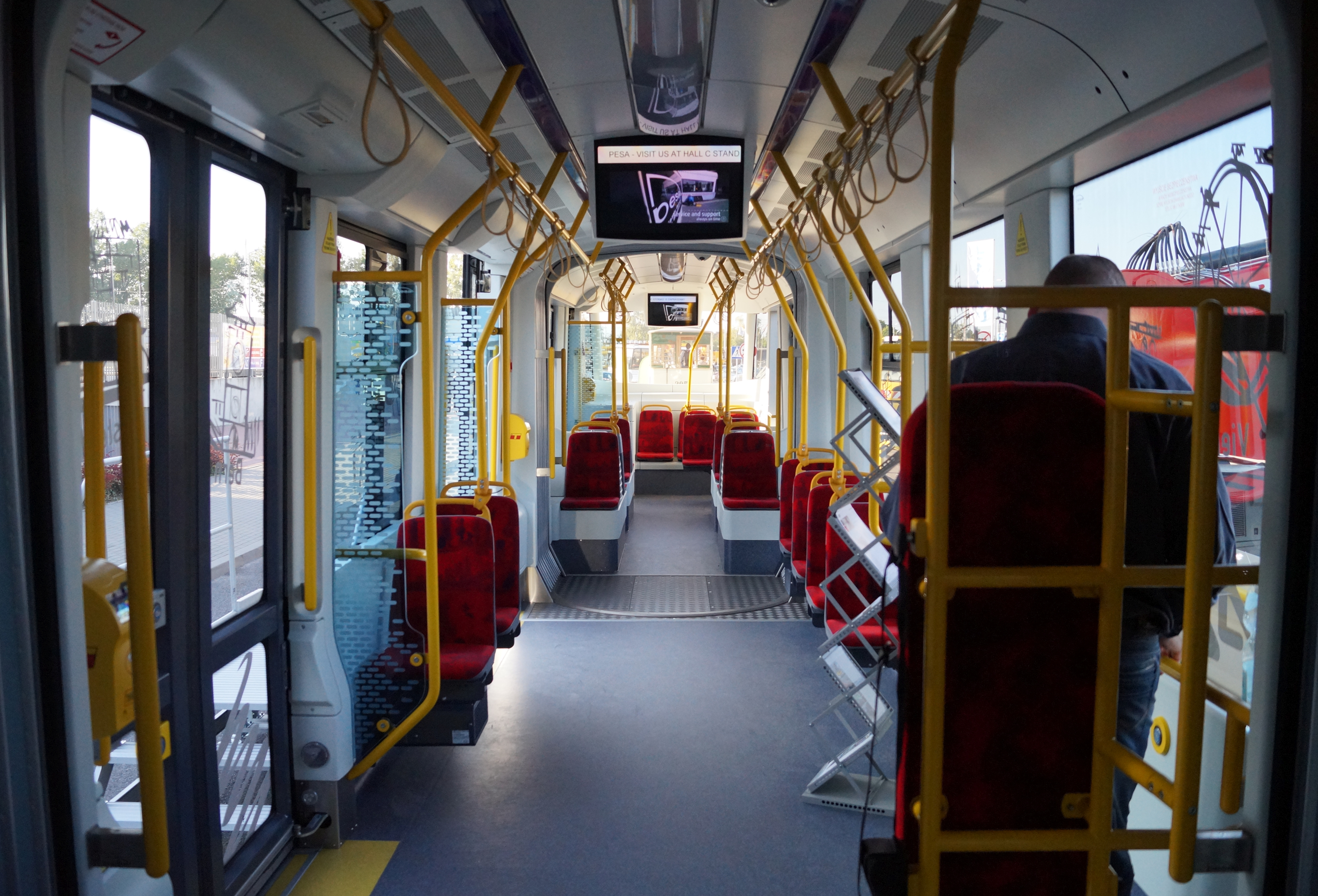
車内（ワルシャワ、134N）
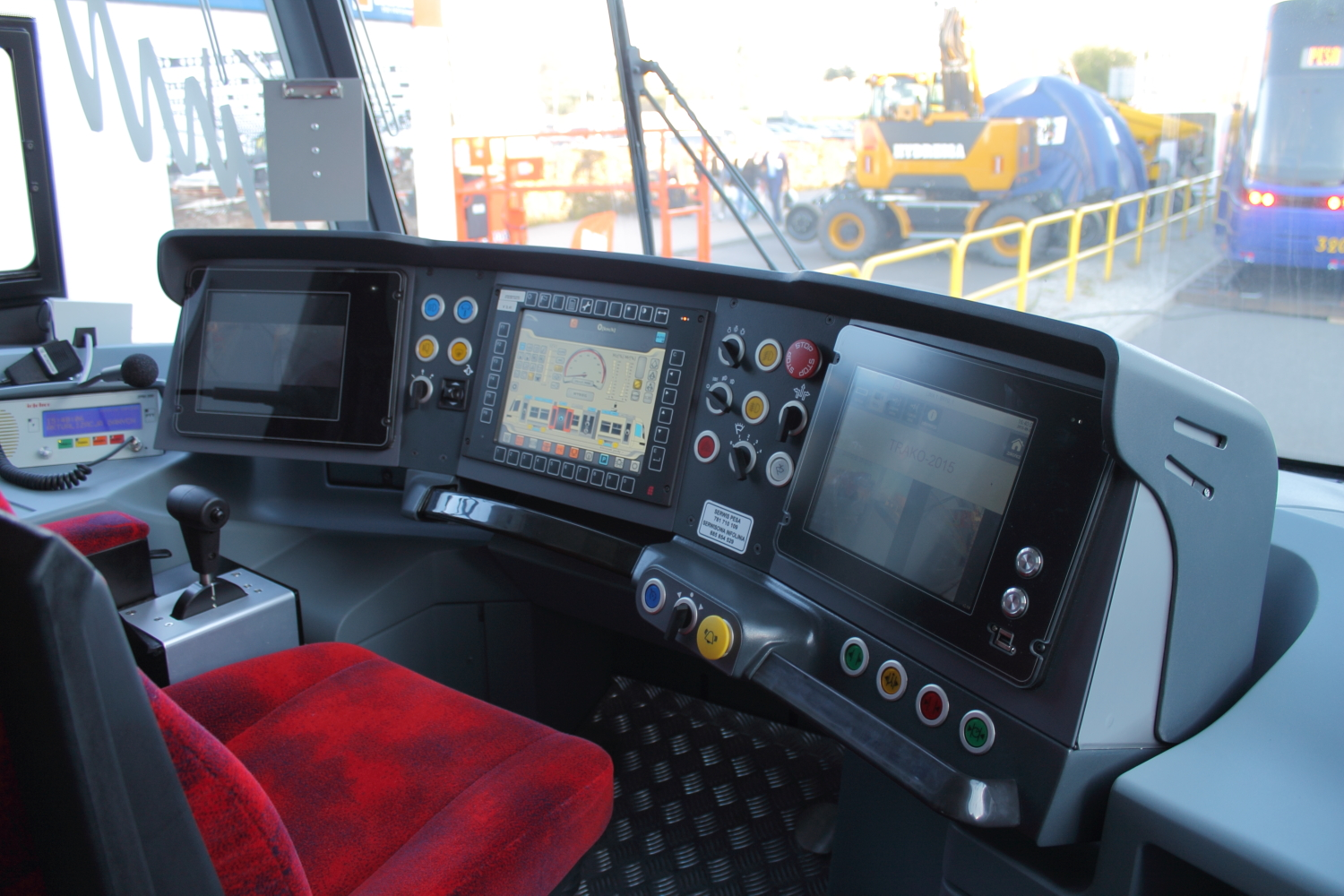
運転台（ワルシャワ、134N）
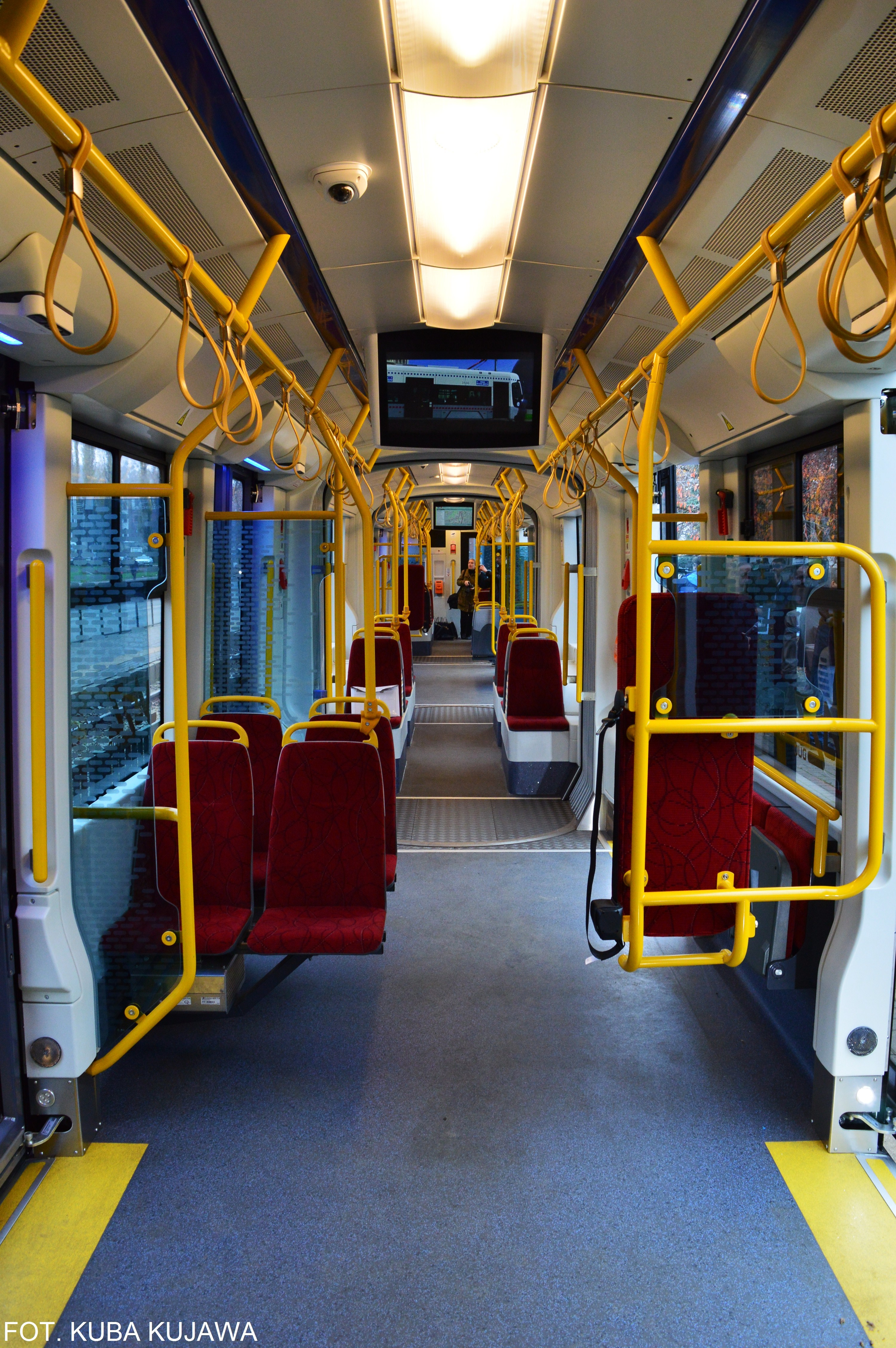
車内（グダニスク、128NG）
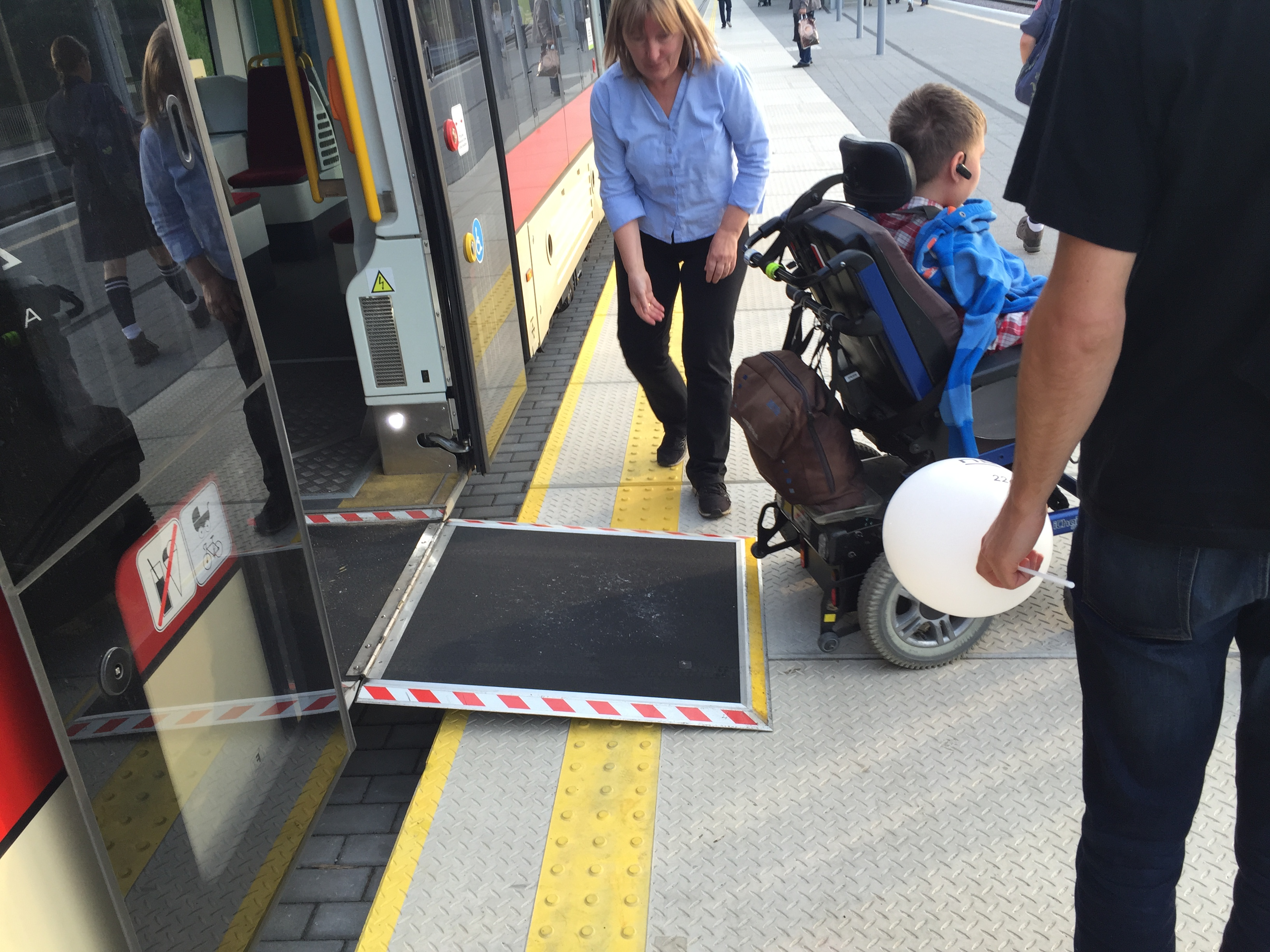
車椅子利用者向けの収納式スロープも設置されている（グダニスク、128NG）

## 運行

### ワルシャワ

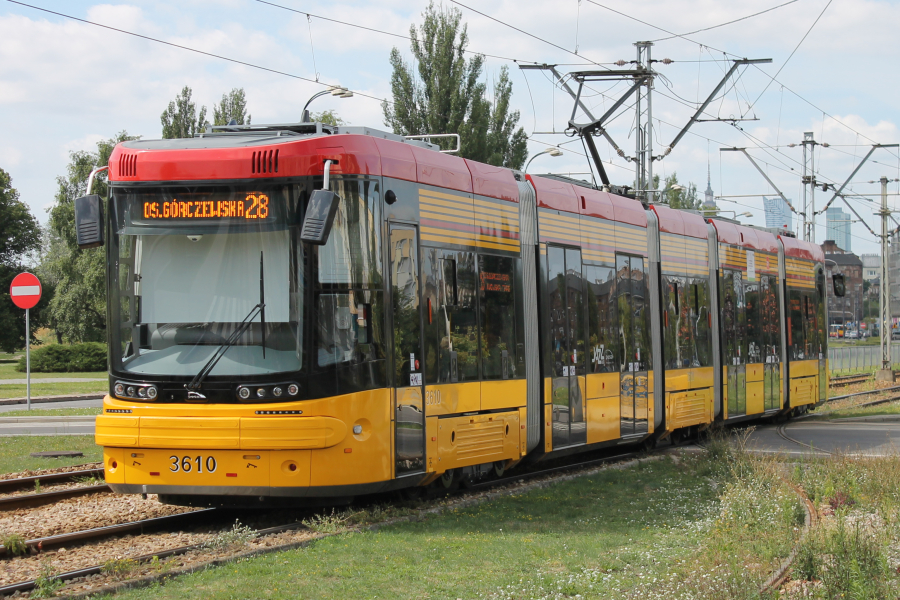
128N（2015年撮影）

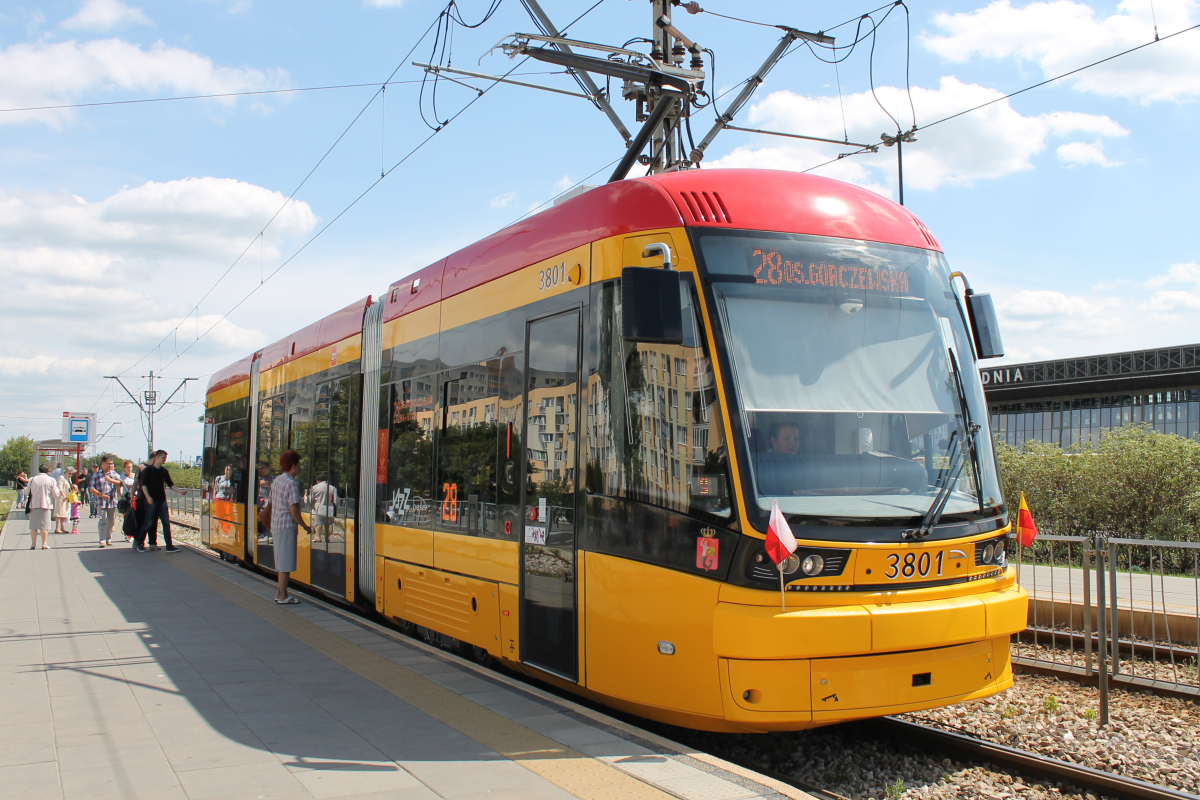
134N（2015年撮影）

2013年3月、ポーランドの首都・ワルシャワで路面電車（ワルシャワ市電）を運営するワルシャワ路面電車会社は、ペサとの間に45両分のジャズ（両運転台、5車体連接車）を導入する契約を結んだ。更に翌2014年には新たに片運転台・3車体連接車のジャズの導入契約が交わされている。2017年時点でワルシャワ市電では以下の2形式が使用されている。
- 128N - 最初にワルシャワ市電に導入が実施された5車体連接車。2013年の45両に加えて翌2014年9月には5両の追加発注も実施された。それに先立つ同年7月から営業運転に投入され、2015年までに全50両が導入されている[1][7][8][9]。
- 134N - 利用客が少ない系統や時間帯での運用を目的とした3車体連接車。車体設計が変更され、前面は流線形状のデザインとなっている。2015年から営業運転を開始し、同年中に契約分30両全車の導入が実施されている[1][5][6][10]。

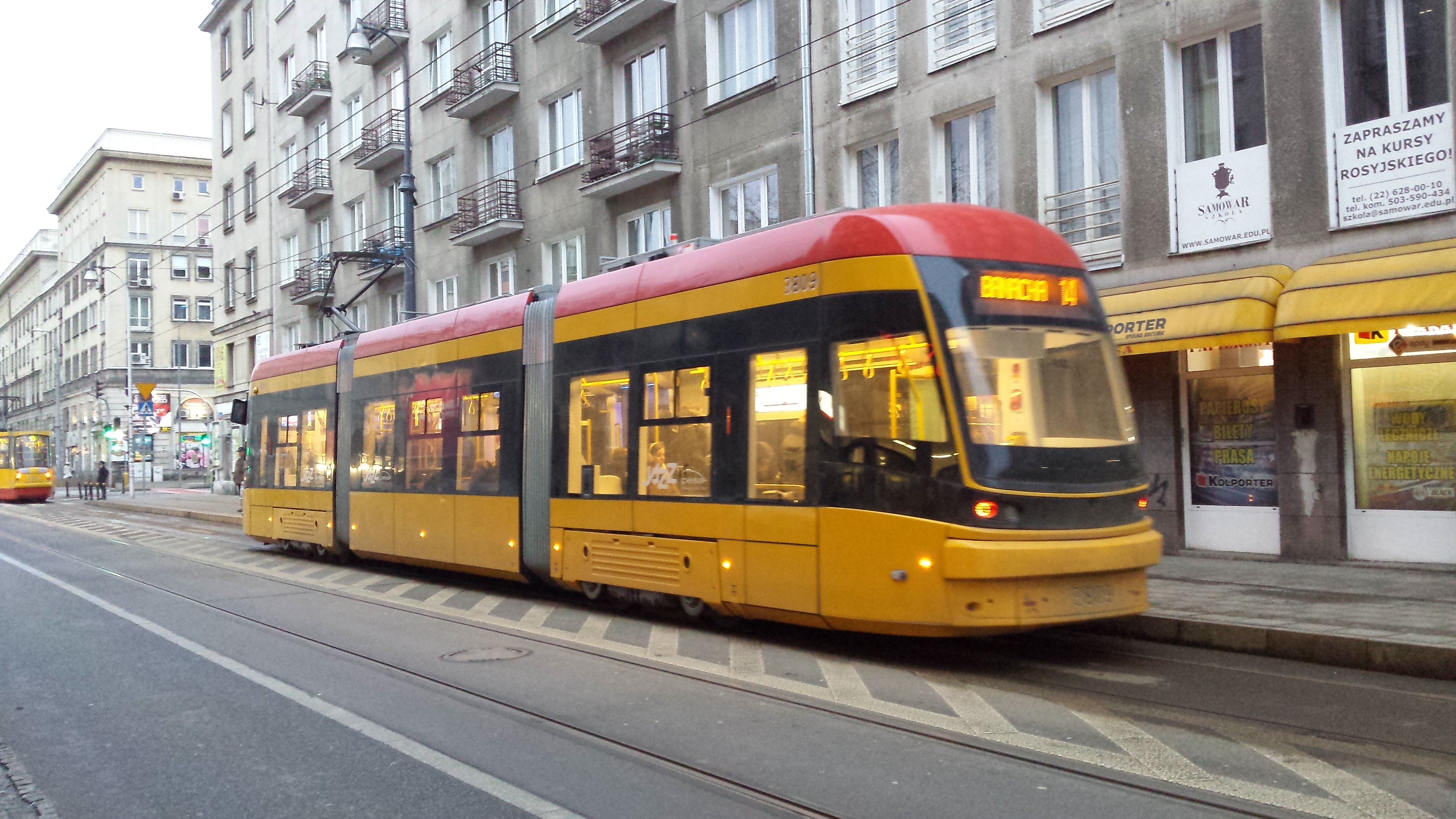
134Nの車体左側には乗降扉がない（2016年撮影）
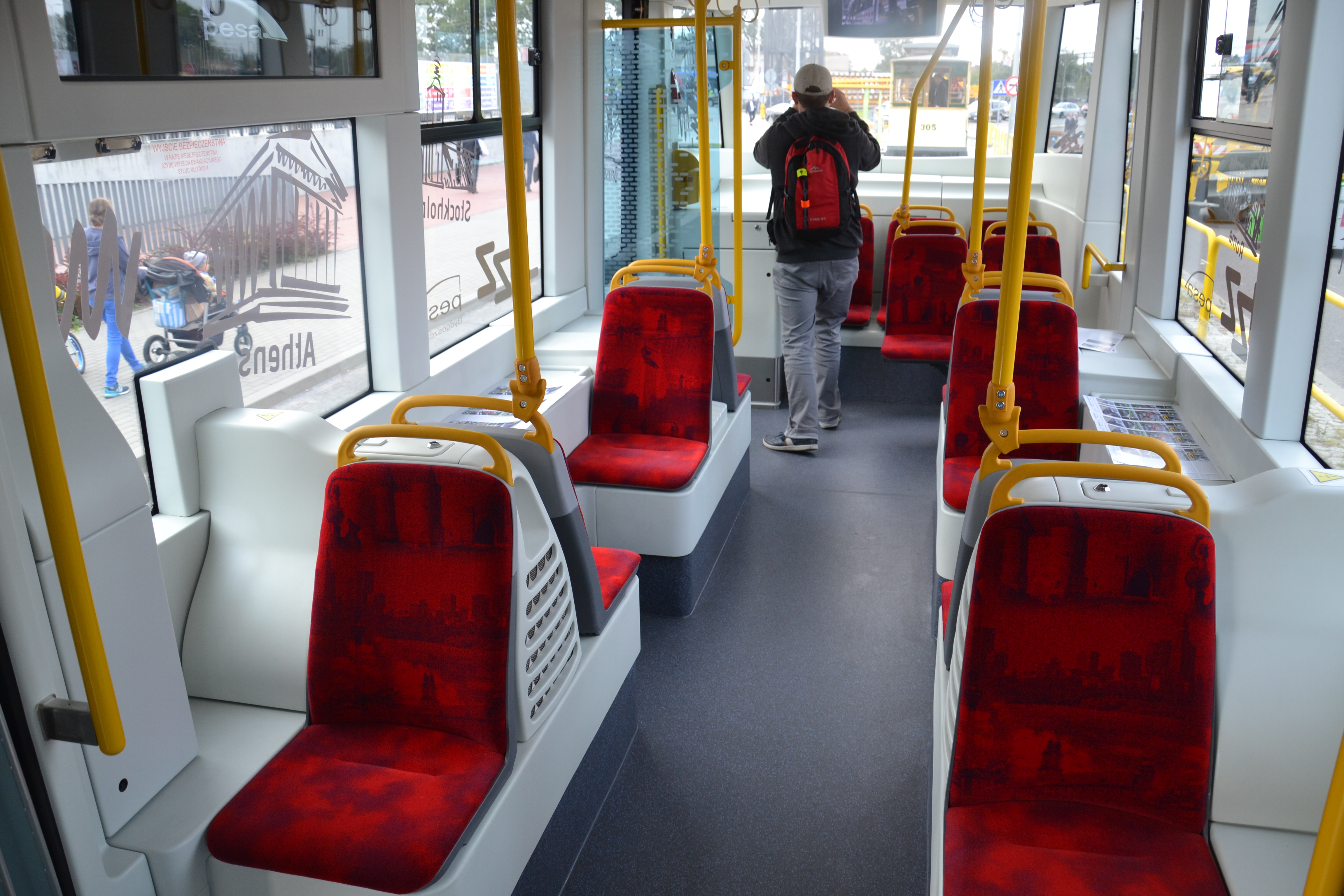
134N（車内、後方車体）

| 主要諸元 | 主要諸元 | 主要諸元    | 主要諸元 | 主要諸元 | 主要諸元 | 主要諸元 | 主要諸元 | 主要諸元           |
| 形式名   | 両数     | 編成        | 運転台   | 全長     | 着席定員 | 定員     | 軌間     | 備考・参考         |
| -------- | -------- | ----------- | -------- | -------- | -------- | -------- | -------- | ------------------ |
| 128N     | 45両     | 5車体連接車 | 両運転台 | 29,700mm | 28人     | 207人    | 1,435mm  | [ 4 ] [ 7 ] [ 11 ] |
| 134N     | 30両     | 3車体連接車 | 片運転台 | 19,300mm | 27人     | 132人    | 1,435mm  | [ 5 ] [ 6 ] [ 11 ] |

## 関連項目

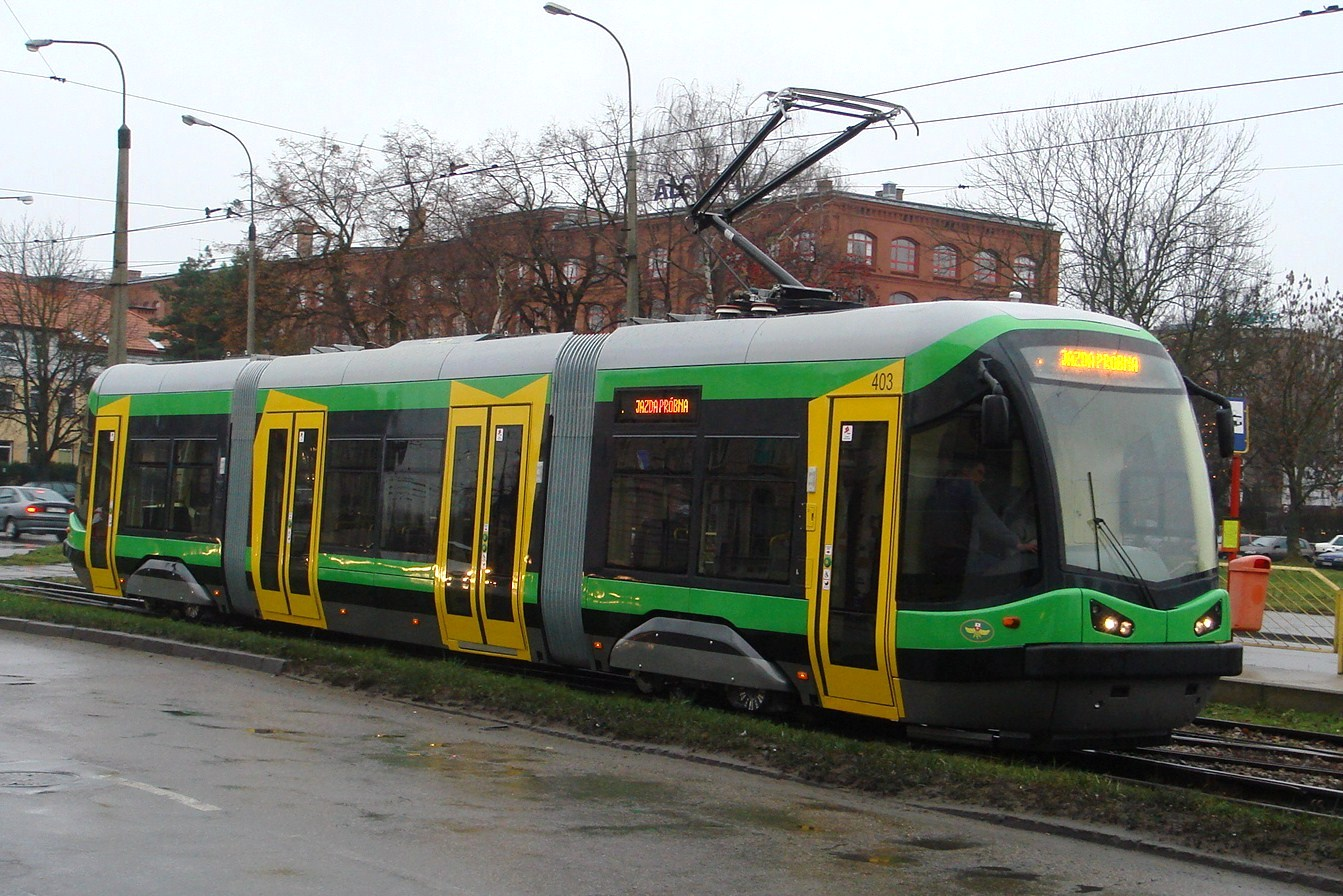
トラミカス
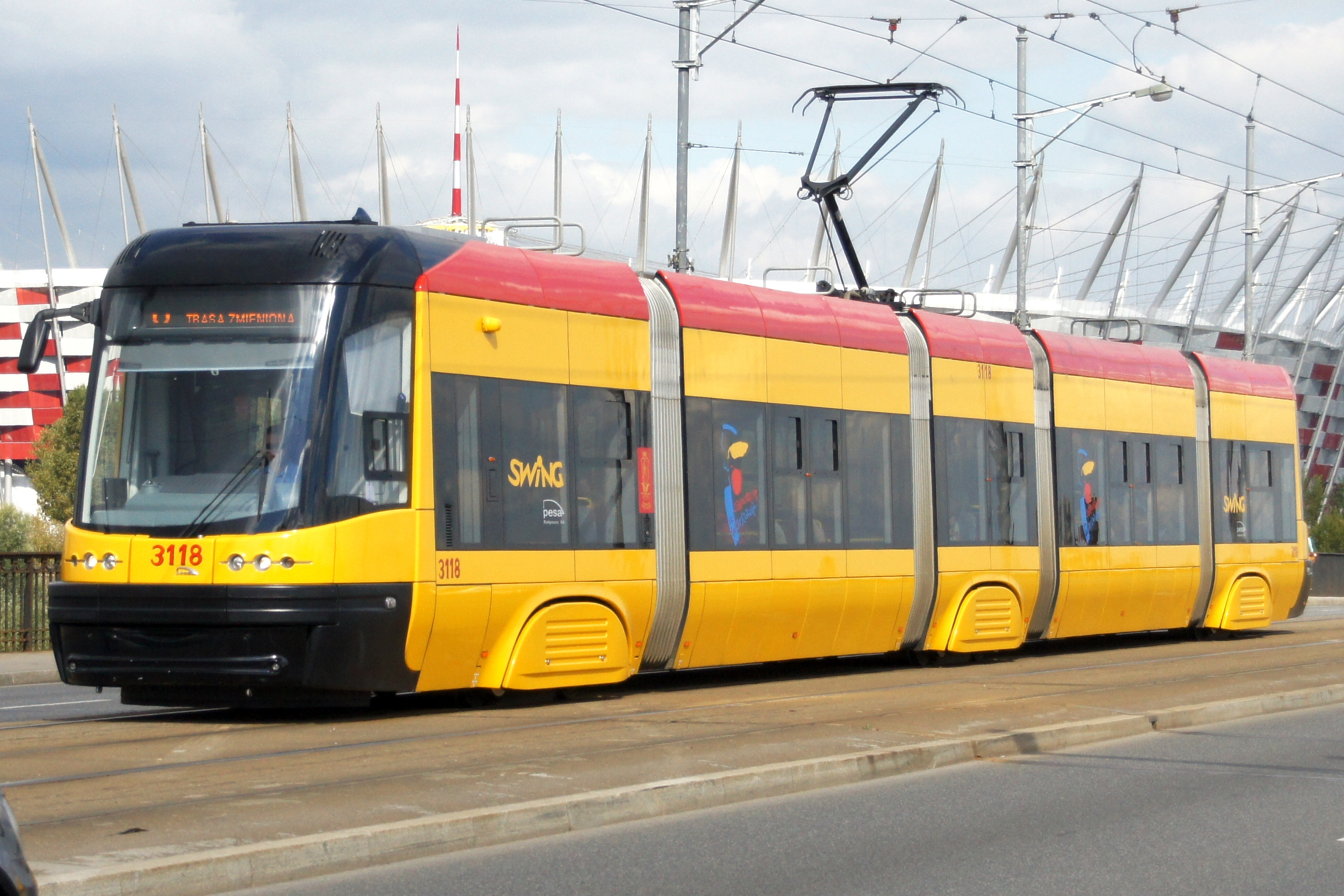
スウィング
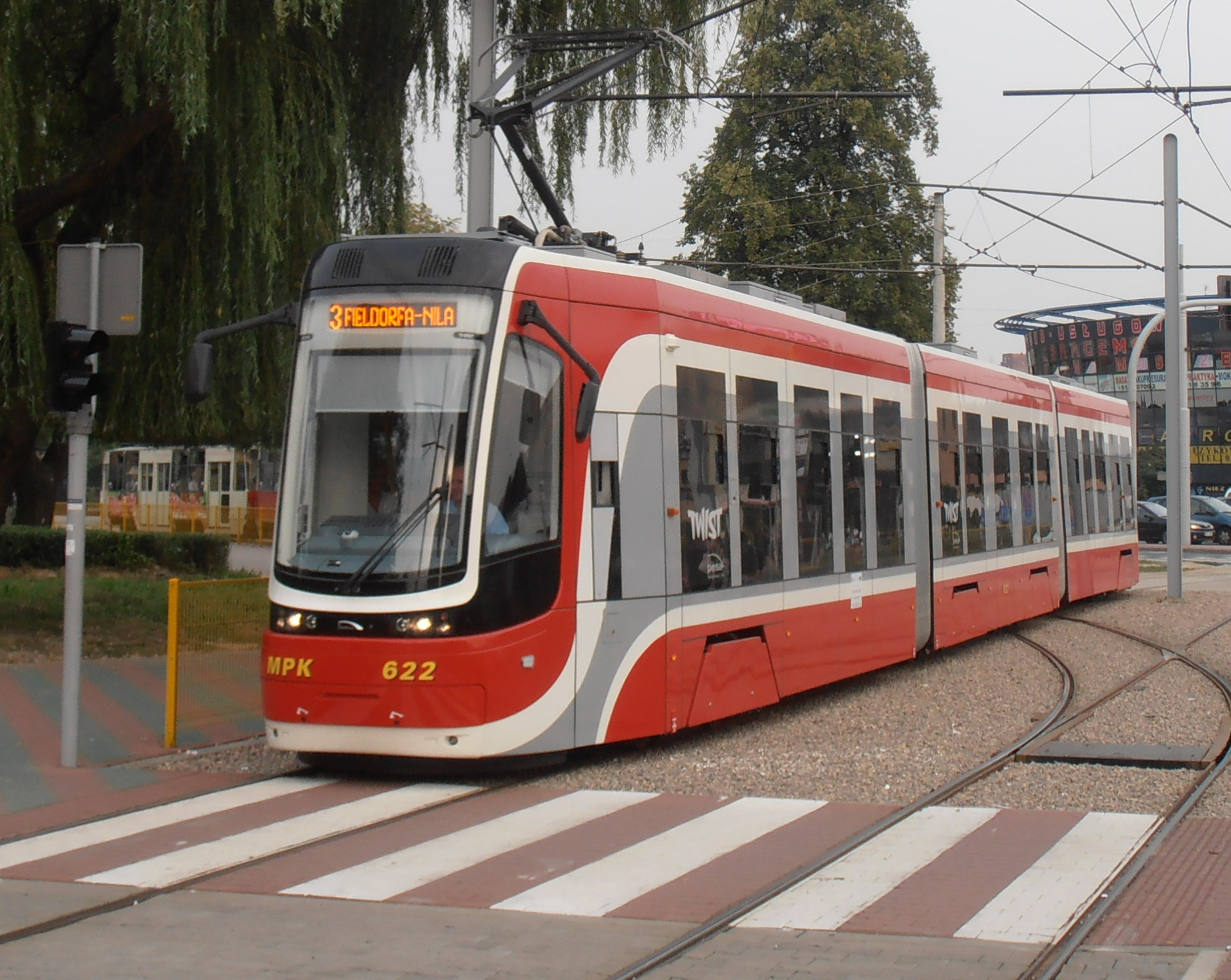
ツイスト

### グダニスク

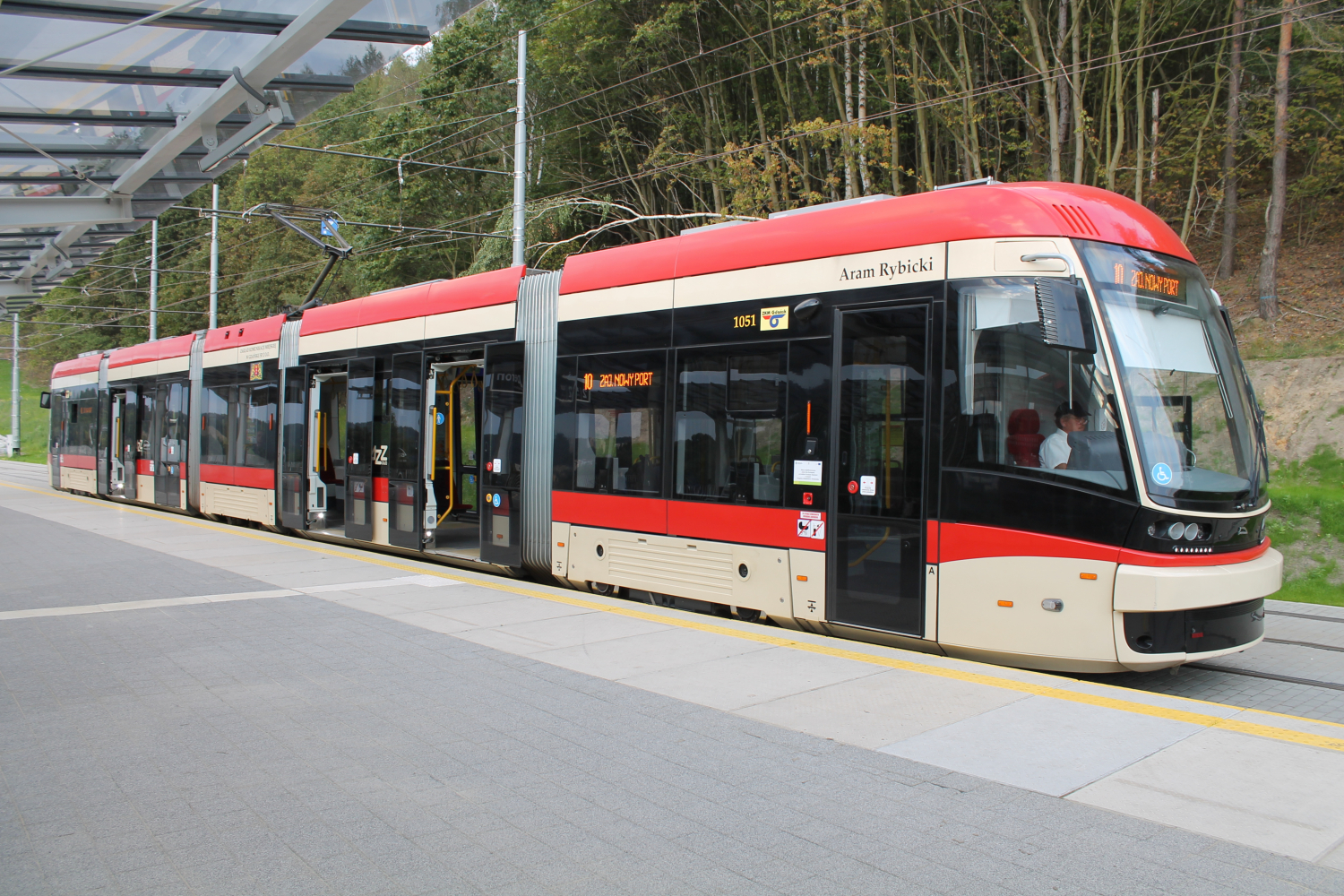
128NG（2015年撮影）

ポーランド・グダニスク市内を走るグダニスク市電では、5車体連接式のジャズが使用されている。これは2013年に導入契約が成立したもので6 ‰の勾配を最大600 m走行可能な性能を有し、「128NG」と言う形式名を有している。車体デザインはワルシャワ市電向けの128Nとは異なり、流線形状の前面を有している。従来の高床式車両（コンスタル105Na等）の置き換えやバリアフリーの向上を図るため2014年から翌2015年にかけて5両が製造され、同年1月29日から営業運転に用いられている。
一方、これらとは別に2018年にグダニスク市電を運営するグダニスクバス・路面電車会社（GAiT）はペサとの間に新たな「ジャズ」を導入する契約を交わし、翌2019年にはオプション権を行使する形で15両の追加発注を実施した。基本構造は128NGに基づいているが、運転台へのAEDの完備、座席への充電用USBポートの設置など快適性や安全性の向上が図られている。当初は2019年1月から導入が開始される予定だったが実際はそれよりも遅れた同年7月から営業運転を開始し、翌2020年までに全30両が納入される予定である。これらの車両のうち初期発注分15両の最終車両として6月に導入された車両は、グダニスクに拠点を置くサッカークラブのレヒア・グダニスク設立75周年を記念し、緑色を基調とした塗装となっている。
| 主要諸元                | 主要諸元    | 主要諸元 | 主要諸元 | 主要諸元 | 主要諸元 | 主要諸元 | 主要諸元 | 主要諸元 | 主要諸元                                  |
| 両数                    | 編成        | 運転台   | 全長     | 全幅     | 全高     | 着席定員 | 定員     | 軌間     | 備考・参考                                |
| ----------------------- | ----------- | -------- | -------- | -------- | -------- | -------- | -------- | -------- | ----------------------------------------- |
| 5両(128NG) 30両(増備車) | 5車体連接車 | 両運転台 | 29,700mm | 2,400mm  | 3,400mm  | 28人     | 207人    | 1,435mm  | [ 11 ] [ 12 ] [ 13 ] [ 16 ] [ 17 ] [ 20 ] |